# مؤتمرات الغيستابو-المفوضية الشعبية للشؤون الداخلية
مؤتمرات الغيستابو-المفوضية الشعبية للشؤون الداخلية عبارة عن سلسلة من اجتماعات الشرطة الأمنية نظمت في أواخر عام 1939 وأوائل عام 1940 من قبل ألمانيا والاتحاد السوفيتي، بعد غزو بولندا وفقًا لميثاق مولوتوف-ريبنتروب. مكنت الاجتماعات كلا الطرفين من تحقيق أهداف وغايات محددة على النحو المحدد بشكل مستقل من قبل هتلر وستالين، فيما يتعلق بالأراضي البولندية التي تم الحصول عليها سابقًا. تم عقد المؤتمرات من قبل غيستابو ومسؤولي المفوضية الشعبية للشؤون الداخلية في العديد من المدن البولندية. على الرغم من الاختلافات في القضايا الأخرى، كان لكل من هاينريش هيملر ولافرينتي بيريا أهداف مماثلة فيما يتعلق بمصير بولندا قبل الحرب.
انتهى الهجوم على بولندا بالعرض النازي السوفيتي في برزي، والذي تم في 22 سبتمبر 1939. كان برزي هو موقع الاجتماع النازي السوفيتي الأول الذي تم تنظيمه في 27 سبتمبر 1939، والذي تقرر فيه تبادل الأسرى قبل توقيع الاتفاقيات المتبادلة في موسكو بعد يوم واحد. في الشهر التالي، اجتمعت الغيستابو والمفوضية الشعبية للشؤون الداخلية في لفيف لمناقشة مصير السكان المدنيين خلال إعادة التنظيم الجذري للأراضي التي تم ضمها. التقيا مرة أخرى في برزيميسل المحتلة في نهاية نوفمبر، لأن برزيميسل كانت معبرا حدوديا بين الغزاة. بدأت سلسلة الاجتماعات التالية في ديسمبر 1939، أي بعد شهر من أول عملية نقل لأسرى الحرب البولنديين. عقدت المؤتمرات في كراكوف المحتلة في الحكومة العامة يومي 6 و7 ديسمبر 1939؛ واستمر لليومين التاليين في منتجع بلدة زاكوباني في جبال تاترا بجنوب بولندا (100  من كراكوف) من 8 إلى 9 ديسمبر 1939. من الجانب السوفيتي، شارك العديد من كبار ضباط الشرطة السرية في المفوضية الشعبية للشؤون الداخلية في الاجتماعات في حين قدم المضيفون الألمان مجموعة من الخبراء من الغيستابو.

## خلفية

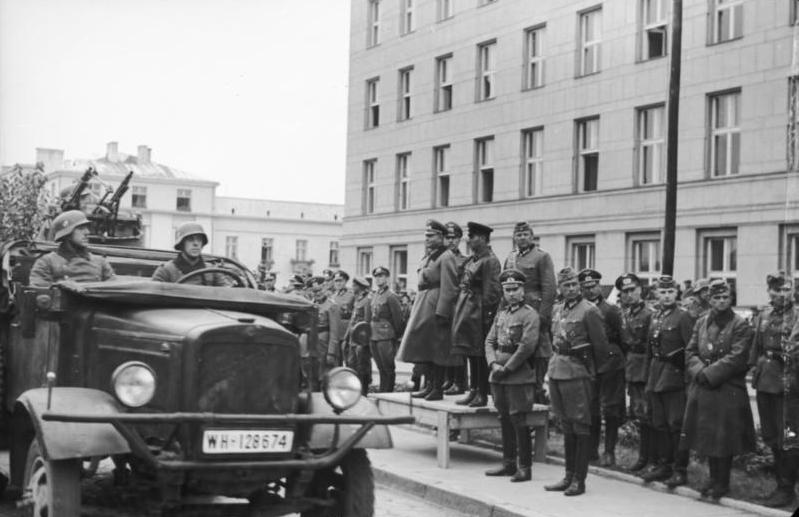
القوات العسكرية الألمانية والسوفياتية تجوب في برزي جنباً إلى جنب بعد الهجوم على بولندا في عام 1939. طلب مولوتوف-ريبنتروب هاينز من هاينز جوديريان تسليم المدينة للجيش الأحمر

بعد توقيع معاهدة مولوتوف-ريبنتروب في 23 أغسطس 1939، غزت ألمانيا بولندا في 1 سبتمبر 1939، غزا الاتحاد السوفيتي بولندا في 17 سبتمبر، مما أدى إلى احتلال بولندا من قبل الاتحاد السوفيتي وألمانيا النازية. تم عقد أول اجتماع للغيستابو-المفوضية الشعبية للشؤون الداخلية في برزي ناد بوجيم (بريست)، حسبما ورد، في 27 سبتمبر 1939، بينما كانت بعض وحدات الجيش البولندي لا تزال تقاتل (انظر: غزو بولندا) مما أدى إلى اعتقال جماعي للجنود وخارج نطاق القضاء إطلاق النار على جانبي خط كورزون. في الاجتماع، توصل المسؤولون الألمان والسوفيات إلى اتفاق متبادل حول مصير جنود المشاة البولنديين الذين أسرهم الجيش الأحمر. ما بين 24 أكتوبر و 23 نوفمبر 1939 ما مجموعه 42492 بولندي كأسرى حرب نقلوا من مخيمات كوزلسك وبوتيفل عبر الخط الفاصل بين الحدود الألمانية السوفيتية وتسليمها للألمان. توقع كل من الغيستابو وامفوضية ظهور المقاومة البولندية وناقشا سبل التعامل مع الأنشطة السرية للبولنديين. في أعقاب الاجتماع مباشرة، بدأت المفوضية السوفياتية في جمع البيانات التي أدت إلى مذبحة كاتين التي ارتكبت في ربيع عام 1940.

## المؤتمرات

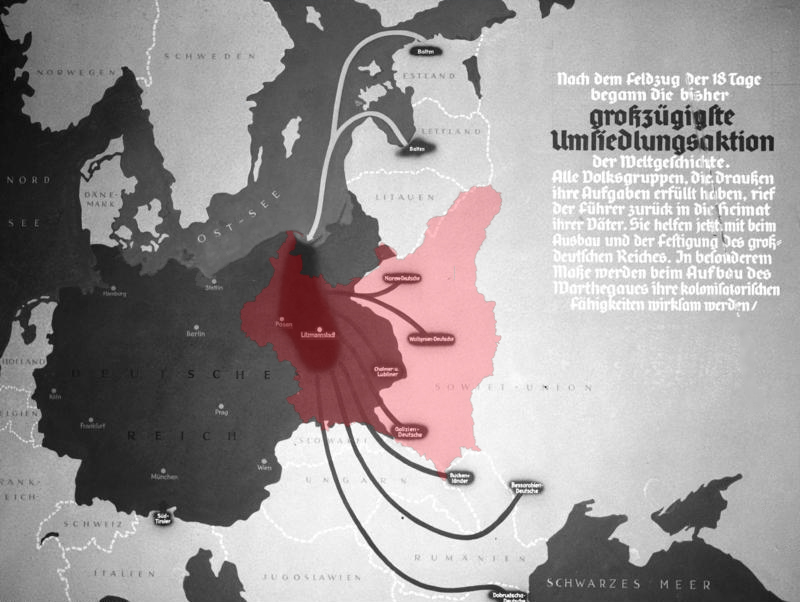
الرمادي الداكن: الرايخ الثالث في عام 1939 بعد غزو بولندا، مع خط ترسيم الحدود النازية السوفيتية (الوسط)، ومواقع المستعمرين الألمان من «منطقة النفوذ» السوفياتية التي جلبت هيم إنس رايش إلى الأراضي التي ضمتها بولندا. ملصق دعاية ألماني نازي، كما لو كانت البلاد قد اختفت من خريطة أوروبا على الرغم من أن حدود جميع البلدان الأخرى تم تمييزها بواسطة الناشر بخطوط بيضاء منقطة.

تم عقد الاجتماع التالي في وقت ما في نهاية نوفمبر 1939 في برزيمييل، المشتركة بين القوات المهنية الألمانية والسوفياتية بين سبتمبر 1939 ويونيو 1941. بصرف النظر عن محادثات محاربة المقاومة البولندية، ناقش السوفييت والألمان طرق تبادل أسرى الحرب البولنديين. أيضا، بدأت المناقشات الأولى حول احتلال بولندا. يزعم بعض المؤرخين أن هذا الاجتماع قد عقد في لوو. ويزعم أيضا عقد اجتماع في ديسمبر كانون الأول.

### كراكوف، زاكوباني

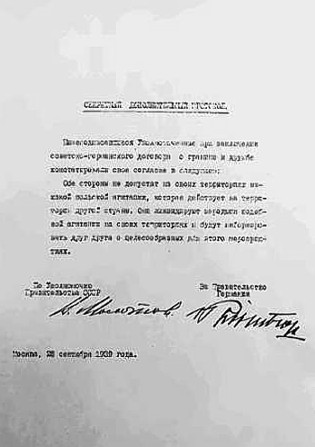
معاهدة الحدود الألمانية السوفيتية: «لن يتسامح الطرفان في أراضيهما مع أي تحريض بولندي يؤثر على أراضي الطرف الآخر. سوف يقمعوا في أراضيهم جميع بدايات هذا التحريض ويبلغون بعضهم البعض بشأن التدابير المناسبة لهذا الغرض.»

هذا هو الأكثر شهرة، وحدث في زاكوباني،  ابتداءً من 20 فبراير 1940 في فيلا «بان تاديوش»، التي تقع في شارع دروغا دو بيايجو بالقرب من وادي دولينا بياجو. ومثل الجانب الألماني أدولف ايخمان ومسؤول باسم زيمرمان، الذي أصبح فيما بعد رئيسًا لمقاطعة رادوم في إقليم الحكومة العامة. ترأس الوفد السوفييتي غريغوري ليتفينوف مع ريتا زيمرمان مديرة منجم ذهب كوليما.
وفقًا لعدة مصادر، كانت إحدى نتائج هذا المؤتمر هي Ausserordentliche Befriedungsaktion (انظر: إيه بي أكتون الألمانية في بولندا)،  القضاء على مثقفين كراكوف Sonderaktion Krakau ومجزرة كاتين السوفيتية  في عام 1991، صرح المؤرخ البريطاني روبرت كونكويست، كتاب ستالي: Breaker of Nations: «إن الرعب النهائي الذي عانى منه ملايين من الأبرياء من اليهود والسلاف وغيرهم من الشعوب الأوروبية نتيجة لهذا اللقاء لعقول الشر هو وصمة لا تمحى من التاريخ والنزاهة. الحضارة الغربية، مع كل ذرائعها الإنسانية». أيضًا، استنتج البروفيسور جورج واتسون من جامعة كامبريدج في كتابه «بروفة للمحرقة؟» تعليق (يونيو 1981) أن مصير الضباط البولنديين المعتقلين قد يكون تقرر في هذا المؤتمر. ومع ذلك، فقد عارض المؤرخون الآخرون هذا الأمر، حيث أشاروا إلى أنه لا توجد أدلة مستندية تؤكد أي تعاون في هذه القضية، وأن الوثائق السوفييتية الحالية تجعل مثل هذا التعاون أمرًا غير محتمل وأنه من المعقول القول إن ألمانيا لم تكن على دراية بكاتين. مجزرة حتى تم تحليل المقابر الجماعية من قبل لجنة كاتين.
عقد الاجتماع الرابع والأخير في مارس 1940 في كراكوف. وفقًا لبعض المؤرخين، كان جزءًا من مؤتمر زاكوباني. وقد وصفت هذا الحدث من قبل الجنرال تاديوش بور كوموروفسكي، قائد جيش الوطن في كتابه أرميا Podziemna (الجيش السري). يصف فيه كيف وصل وفد خاص من المفوضية الشعبية للشؤون الداخلية إلى كراكوف، والذي كان سيناقش مع الغيستابو كيفية التصرف ضد المقاومة البولندية. استمرت المحادثات لعدة اسابيع.
يعارض المؤرخ الروسي أوليغ فيشليوف وصف بور كوموروفسكي، الذي يدعي، استنادًا إلى الوثائق السوفيتية الأصلية، أن المؤتمر لم يكن بين الغيستابو-المفوضية الشعبية للشؤون الداخلية، ولكن بين اللجان السوفيتية والألمانية التي تتعامل مع اللاجئين في كلتا المناطق المحتلة وأن موضوع وكان النقاش يزعم «تبادل اللاجئين». وفقًا لهذا المؤلف، فإن المؤتمر لا علاقة له بالقمع ضد البولنديين أو بمذبحة كاتين. وفي الوقت نفسه، يشير بعض المؤرخين (بما في ذلك Wjciech Materski) إلى وجود أدلة على عمليات القتل السرية التي قامت بها كل من القوات السوفيتية والألمانية في 1939-1940 في جميع أنحاء بولندا المحتلة، ومع ذلك، لا يوجد دليل على وجود صلة مباشرة بين مذابح سجناء المفوضية الشعبية للشؤون الداخلية وإيه بي أكتون الألمانية في بولندا مما أدى إلى مذبحة راح ضحيتها عدة آلاف من البولنديين البارزين في نفس الإطار الزمني.